# ヨコハマ・シネマ・ソサエティ
ヨコハマ・シネマ・ソサエティ（Yokohama Cinema Society）は、横浜駅西口徒歩1分、神奈川県横浜市西区南幸1-10-18に所在した、中央興業が運営する映画館であった。座席は91席。

## 略歴・概要
1955年「横浜西口名画座」として開館。当初は二本立興行の名画座であったが、日活の要請により日活ロマンポルノの封切館として成人映画を主体に興行する。その後、松竹映画の封切館として興行した時期（館名は変わらないものの、松竹映画の新聞広告には「横浜西口松竹名画座」と記載）を経て、名画座に戻る。
2002年5月、館内のリニューアルにあわせて館名を変更し「ヨコハマ・シネマ・ソサエティ」として再出発、イメージチェンジを図るとともに上映形態を変更するなどの試行錯誤が続けられた。しかし興行低迷の続く中、『恋の門』（監督松尾スズキ）封切予定日であった2004年10月9日、台風22号による浸水被害のため休館となる。2004年11月20日に正式に廃館となり、西口名画座時代から49年続いた歴史は終焉を迎えた。
当館が入居していた中山ビルは現存しており、1階と3階に日本料理店「季節料理 なか一」、4階に焼肉店「たたら」が入居しているが、地下1階部分は閉館から10年以上経った2015年8月現在も閉鎖されたままである。

## おもな上映作品
※出典のみられる主な作品である。
- それいけ!アンパンマン 人魚姫のなみだ（2000年7月29日～）[2]
- 人狼 JIN-ROH（2000年9月9日～9月29日）[3]
- 郡上一揆（2001年1月27日～）[4]
- それいけ!アンパンマン ロールとローラ うきぐも城のひみつ（2002年7月13日～）[5]
- ピンポン（2002年8月3日～）[6]
- ベッカムに恋して（2003年4月19日～）[7]
- ジャンプ（2004年5月8日～）[8]
- バーバー吉野（2004年6月26日～7月16日）[9]
- マインド・ゲーム（2004年8月7日～）[10]